# CH Gel Barcelona
Le Club Hoquei Gel de Barcelona est un club de hockey sur glace espagnol basé à Barcelone, Catalogne.

## Histoire
Créé en 1979 grâce à l'essor du hockey en Espagne, le club débute aussitôt en Liga Española. Accumulant les mauvais résultats, il est relégué en Segunda Division à la fin de la saison 1980-1981. La saison suivante, il échoue aux portes de la montée, devancé dans cette lutte par le CH Boadilla. Mais il va finalement parvenir à retrouver le haut niveau grâce au désistement de l'autre club de Barcelone, le FC Barcelone.
Pour sa troisième saison parmi l'Élite, le CH Gel Barcelona parvient à éviter la dernière place, synonyme de relégation, en devançant, ce coup-ci, le CH Boadilla. Mais il n'échappera pas au couperet lors de la saison 1983-1984 et replonge donc en Segunda Division.
En 1985, il remporte le seul titre de son histoire, celui de champion de la Segunda Division. Mais le retour dans l'élite ne sera que de courte durée. Financièrement accablé, le club ne survivra pas à la Grande Crise du Hockey espagnol malgré les deux ans de délai décidés par la Fédération espagnole de hockey sur glace.
Si le club disparaît, le hockey sur glace ne disparaît pas pour autant du paysage catalan puisque le FC Barcelone va, de nouveau, prendre la relève dans la région.

## Palmarès
Champion d'Espagne - Segunda Division
- 1985.

## Historique
| Saison    | Championnat       | Coupe d'Espagne | Coupe d'Europe |
| --------- | ----------------- | --------------- | -------------- |
| 1979-1980 | 8e                | ?               | -              |
| 1980-1981 | 8e                | ?               | -              |
| 1981-1982 | 2e (2° Division)  | ?               | -              |
| 1982-1983 | 5e                | ?               | -              |
| 1983-1984 | 6e                | ?               | -              |
| 1984-1985 | 1er (2° Division) | ?               | -              |
| 1985-1986 | ?                 | ?               | -              |